# Geórgios Ainián
Geórgios Ikonómou ou Anagnóstou ou Anagnostópoulos (grec moderne : Γεώργιος Οικονόμου, Αναγνώστου, Αναγνωστόπουλος) dit Geórgios Ainián (grec moderne : Γεώργιος  Αινιάν , né en 1788 à Mavrílo (dème de Makrakomi, en Phthiotide) et mort le 9 janvier 1848 (21 janvier dans le calendrier grégorien) à Athènes était un homme politique grec qui participa à la guerre d'indépendance grecque.
Il adhéra à la Filikí Etería en 1818. Il fut membre de l'Aréopage de Grèce orientale, participa à l'Assemblée nationale d'Épidaure en 1822 puis à l'Assemblée nationale d'Astros en 1823 ainsi qu'à la troisième Assemblée nationale grecque quand elle siégea à Épidaure en 1826. Il fut élu à l'Assemblée nationale d'Argos de 1829.
Il fut nommé sénateur en juin 1844.